# Stiftamt (Norwegen)
Ein Stiftamt (auch Stiftsamt oder Hovedamt) war eine Verwaltungseinheit in Norwegen von 1662 bis 1918. Das System der Stiftämter und Ämter löste in Norwegen (und Dänemark) die feudale Verwaltung durch die Lehnsmänner (lensherrene) ab und umfasste zum Zeitpunkt seiner Einführung vier Stiftämter und acht Ämter.
Der Umfang des Stiftamtes entsprach der Diözese eines Bischofs. Das Stiftamt bestand aus dem Umkreis des Bischofssitzes, der vom stiftamtmann unmittelbar verwaltet wurde, sowie aus mehreren Ämtern, die von einem eigenen amtmann geleitet wurden und für die der stiftamtmann nur als übergeordnete Instanz zuständig war.

## Verwaltungsgliederung Norwegens 1662

Verwaltungsgliederung Norwegens von 2017

Vier Stiftämter (Diözesen) mit acht untergeordneten Ämtern. In Klammern die Bezeichnungen der Fylker von 2017. (Quelle: )
- Akershus (Christiania) Stiftamt (Akershus, Oslo, Hedmark, Oppland, Buskerud)
  - Fredrikstad mit Smaalenenes Amt (Østfold)
  - Tønsberg mit Brunla Amt (Vestfold)

- Agdesiden (Stavanger, seit 1682 Christiansand) Stiftamt (Aust-Agder, Vest-Agder)
  - Bratsbergs Amt (Telemark)
  - Stavanger Amt (Rogaland)

- Bergenhus Stiftamt (Nordhordland und die Vogteien von Voss in Hordaland, Sogn og Fjordane, Vogteien von Sunnmøre in Møre og Romsdal)
  - Halsnøy kloster und Hardanger Amt (Sunnhordland und die Vogteien von Hardanger in Hordaland)
  - Nordlandenes Amt (Nordland, Troms)

- Trondhjems Stiftamt (Sør-Trøndelag, Nord-Trøndelag)
  - Romsdals Amt (Romsdal und die Vogteien von Nordmøre in Møre og Romsdal)
  - Vardøhus Amt (Finnmark)